# Anastasija Kapačinská
Anastasija Alexandrovna Kapačinská (rusky Анастасия Александровна Капачинская, * 21. listopadu 1979, Moskva, Sovětský svaz) je ruská atletka, běžkyně, jejíž specializací je běh na 200 metrů a hladká čtvrtka.

## Kariéra
Na evropském šampionátu v Mnichově 2002 vybojovala stříbrnou medaili ve štafetě na 4 × 400 metrů. Ve finále hladké čtvrtky doběhla na pátém místě v čase 51,69 s.
V roce 2003 vybojovala stříbrnou medaili na halovém MS v Birminghamu a v Paříži se stala mistryní světa v běhu na 200 metrů. O rok později se stala v Budapešti halovou mistryní světa v běhu na 200 metrů. Dopingová zkouška však v jejím organismu odhalila anabolický steroid stanozolol a později dostala dvouletý zákaz startu, který ji vypršel 30. března 2006.
V roce 2008 na letních olympijských hrách v Pekingu doběhla ve finále běhu na 400 metrů na pátém místě. Stříbrnou olympijskou medaili získala ve štafetě na 4 × 400 m, když ruské kvarteto, za které dále běžely Julija Guščinová, Ludmila Litvinovová a Taťjana Firovová proběhlo cílem v čase 3:18,82 a nestačilo jen na americké kvarteto, které bylo o 28 setin sekundy rychlejší.
Na Mistrovství světa v atletice 2009 v Berlíně skončila na stejné trati sedmá. V roce 2010 na mistrovství Evropy v Barceloně doběhla na poloviční trati na čtvrtém místě v čase 22,47 s. Společně s Antoninou Krivošapkovou, Xenijí Ustalovovou a Taťjanou Firovovou vybojovala zlaté medaile ve štafetě na 4 × 400 m.
O rok později se probojovala na světovém šampionátu v jihokorejském Tegu do finále běhu na 400 metrů, kde obsadila výkonem 50,24 s 3. místo. Na stupních vítězů ji doplnily Američanka Allyson Felixová (stříbro) a Amantle Montshová z Botswany, která zvítězila časem 49,56 s. Druhý bronz přidala ve štafetě na 4 × 400 metrů.